# Syzygium calcimontanum
Syzygium calcimontanum är en myrtenväxtart som beskrevs av Peter Shaw Ashton. Syzygium calcimontanum ingår i släktet Syzygium och familjen myrtenväxter. Inga underarter finns listade i Catalogue of Life.